# راجر دین (هنرمند)
 کورنبرگ دین (انگلیسی: Roger Dean؛ زادهٔ ۳۱ اوت ۱۹۴۴) یک هنرمند، معمار، و طراح اهل بریتانیا است.
ویلیام راجر دین در ۳۱ آگوست ۱۹۴۴ در اشفورد، کنت به دنیا آمد. مادرش پیش از ازدواج در مدرسه هنر کانتربری در رشته طراحی لباس تحصیل کرده بود و پدرش مهندس ارتش بریتانیا بود. او دارای سه خواهر و برادر است: یک برادر به نام مارتین و دو خواهر به نام‌های پنی و فیلیپا. بیشتر دوران کودکی دین در یونان، قبرس و از ۱۲ تا ۱۵ سالگی در هنگ کنگ سپری شد، که در آنجا پدرش به انجام وظایف نظامی مشغول بود. دین از کودکی به تاریخ طبیعی علاقه‌مند بود و هنر منظره چینی و فنگ شویی که در دوران اقامتش در هنگ کنگ با آن‌ها آشنا شد، تأثیر عمیقی بر او گذاشت. او از مناظر و «مسیرهای عبور از آن» به عنوان بزرگترین منبع الهام خود یاد کرده است .در سال ۱۹۵۹، پس از بازگشت خانواده‌اش به انگلستان، دین در مدرسه گرامر اشفورد تحصیل کرد و در سال ۱۹۶۱ وارد کالج هنر کانتربری شد تا در رشته نقره‌کاری و طراحی مبلمان ادامه تحصیل دهد و با مدرک دیپلم ملی در طراحی فارغ‌التحصیل شود.
مدیر مدرسه به دلیل «جوان و تأثیرپذیر بودن» او را از کلاس طراحی زنده اخراج کرد و به او اطلاع داد که نمی‌تواند در آن شرکت کند زیرا ریاضی و فیزیک دروس دیگر او هستند. این موضوع منجر به تغییر رشته او به طراحی صنعتی شد. در حالی که مدرسه تلاش می‌کرد تا در این رشته اعتبار پیدا کند، دین دوره سطح پایه را نادیده گرفت اما از نحوه تدریس این موضوع راضی نبود و از معلمان پرسید که چرا مردم باید در «جعبه‌ها» زندگی کنند. پاسخ آن‌ها این بود که «فرم از عملکرد پیروی می‌کند».
در اواخر دوره تحصیل در کانتربری، دین با گزینه‌های ادامه تحصیل در رشته معماری یا طراحی صنعتی مواجه شد. یکی از معلمانش معتقد بود هیچ‌کدام برای او مناسب نیستند و به دین توصیه کرد که در کالج سلطنتی هنر لندن تحصیل کند. او در سال ۱۹۶۵ برای تحصیل در رشته طراحی مبلمان در کالج ثبت‌نام کرد و دانشجوی پروفسور دیوید پای شد. تحقیقات او شامل «روانشناسی معماری» و عواملی بود که باعث می‌شد مردم در ساختمان‌ها احساس راحتی کنند. او پایان‌نامه‌ای درباره «ایجاد حس آرامش در معماری داخلی» نوشت  و در سال ۱۹۶۸ با مدرک کارشناسی ارشد درجه یک فارغ‌التحصیل شد و مدال نقره «کار ممتاز ویژه» را کسب کرد. در این زمان، دین به «طراحی جعبه‌های [...] آینده برای زندگی مردم» علاقه‌مند شده بود. او اثر هنری ریک گریفین برای آلبوم Aoxomoxoa (۱۹۶۹) از گروه Grateful Dead را «اولین شوک بصری بزرگ» خود می‌دانست و پیش از آنکه یک دستگاه پخش موسیقی داشته باشد، این آلبوم را خرید.

## جلد آلبوم‌ها
ویلیام راجر دین، هنرمند و طراح مشهور جلد آلبوم، به خاطر خلق صحنه‌های رویایی و ماورایی برای گروه‌های معروفی چون Yes، Asia و Uriah Heep شناخته می‌شود. او خود را عمدتاً به عنوان یک نقاش منظره توصیف می‌کند و آثارش شامل مناظر طبیعی زیبا و زیستگاه‌های ارگانیک است. دین معمولاً از رنگ‌های آبرنگ استفاده می‌کند، اما در نقاشی‌هایش از رسانه‌های مختلفی مانند گواش، جوهر و مداد رنگی نیز بهره می‌برد.
دوستی او با طراح جلد آلبوم Storm Thorgerson از Hipgnosis باعث همکاری‌های هنری میان این دو شد. دین به تغییرات صنعت موسیقی در دهه 1980 و تأثیر آن بر هنر جلد آلبوم‌ها انتقاد کرده است و به ویژه از نحوه انتشار مجدد آلبوم‌ها در قالب سی‌دی ابراز نارضایتی کرده است.

## زندگی شخصی
دین در لویس، ساسکس شرقی زندگی می‌کند. او یک دختر به نام فریا دارد که او نیز هنرمند و طراح است و الهام‌بخش نقاشی قلعه فریا در سال 1987 دین بود. این دو در آثار، نمایشگاه‌ها و تولیدات صحنه‌ای با هم همکاری داشته‌اند. اوین دو در پروژه‌های هنری و تولیدات صحنه‌ای با یکدیگر همکاری کرده‌اند.

## شناخت در رسانه‌های دیگر
دین همچنین در رسانه‌های دیگر شناخته شده است؛ از جمله اشاره به او در آهنگ "چشم‌های دیکی دیویس" توسط گروه Half Man Half Biscuit. در سال ۲۰۱۶، اداره پست جزیره من مجموعه‌ای از تمبرهای هنری با طرح‌های او منتشر کرد و نمایشگاهی از آثارش در موزه مانکس برگزار شد.
در ۱۹ آگوست ۲۰۱۶، اداره پست جزیره من مجموعه‌ای از ۶ تمبر با طرح‌های هنری دین منتشر کرد:
- "محل ملاقات" - منحصراً برای این شماره تمبر تولید شده است.
- "فرود دیرهنگام بوف کور" - شامل طرح‌های هنری منتشر نشده آلبوم بوف کور است.
- "مسیرها" - طرح هنری جلد از آلبوم سه‌گانه Yessongs
- "جزیره طوطی سبز" - برگرفته از مجموعه جعبه‌ای آلبوم‌های استودیویی ۱۹۶۹-۱۹۸۷ از Yes
- "قصه‌هایی از اقیانوس‌های توپوگرافیک" - از آلبوم Yes با همین نام.
- "دریای نور" از آلبوم Uriah Heep با همین نام گرفته شده است.

دین رابطه طولانی مدتی با جزیره من، و به ویژه با ریک ویکمن، ساکن قدیمی آن و نوازنده کیبورد Yes، داشته است که دین چندین قطعه از طرح‌های هنری آلبوم را برای آن طراحی کرده است. 
جلد روز اول (FDC) نیز در تیراژ محدود ۷۵۰ نسخه منتشر شد که توسط دین امضا شده بود (این جلد در ۲ سپتامبر ۲۰۱۶ منتشر شد).
در ۲۰ آگوست ۲۰۱۶، نمایشگاهی از شاهکارهای دین در موزه مانکس به نمایش گذاشته شد.
یک جلد ویژه FDC در ۲۵ مارس ۲۰۱۸، به مناسبت پنجاهمین سالگرد انتشار مجله یس منتشر شد - این جلد با جلد آگوست ۲۰۱۶ متفاوت بود و برای ثبت این رویداد تاریخی با مهر طلایی مهر شده بود و شخصاً توسط دین که یک لوگوی ویژه پنجاهمین سالگرد را طراحی کرده بود، امضا شد. نسخه محدودی از ۱۰۰۰ جلد امضا شده منتشر شد.
آثار هنری دین با همکاری خانه مد ایتالیایی والنتینو برای مجموعه مردانه بهار/تابستان ۲۰۲۰ آنها به نمایش گذاشته شد.
در مانگای «ماجراجویی عجیب جوجو: اقیانوس سنگی»، نام «رویای اژدها» از روی کتاب هنری راجر دین با همین نام گرفته شده است
دین ونچر از برنامه تلویزیونی «برادران ونچر» از شبکه «ادالت سویم» به نام راجر دین نامگذاری شده است.